# 蘭卡斯特城堡
蘭卡斯特城堡（英語：Lancaster Castle）是位於英國英格蘭蘭卡斯特的一座中世紀城堡。其早期歷史並不明朗，但可能是修建於11世紀，修築在一座羅馬堡壘的遺跡上。為蘭開斯特公爵居所。現為蘭開夏郡議會址。

## 外部連結

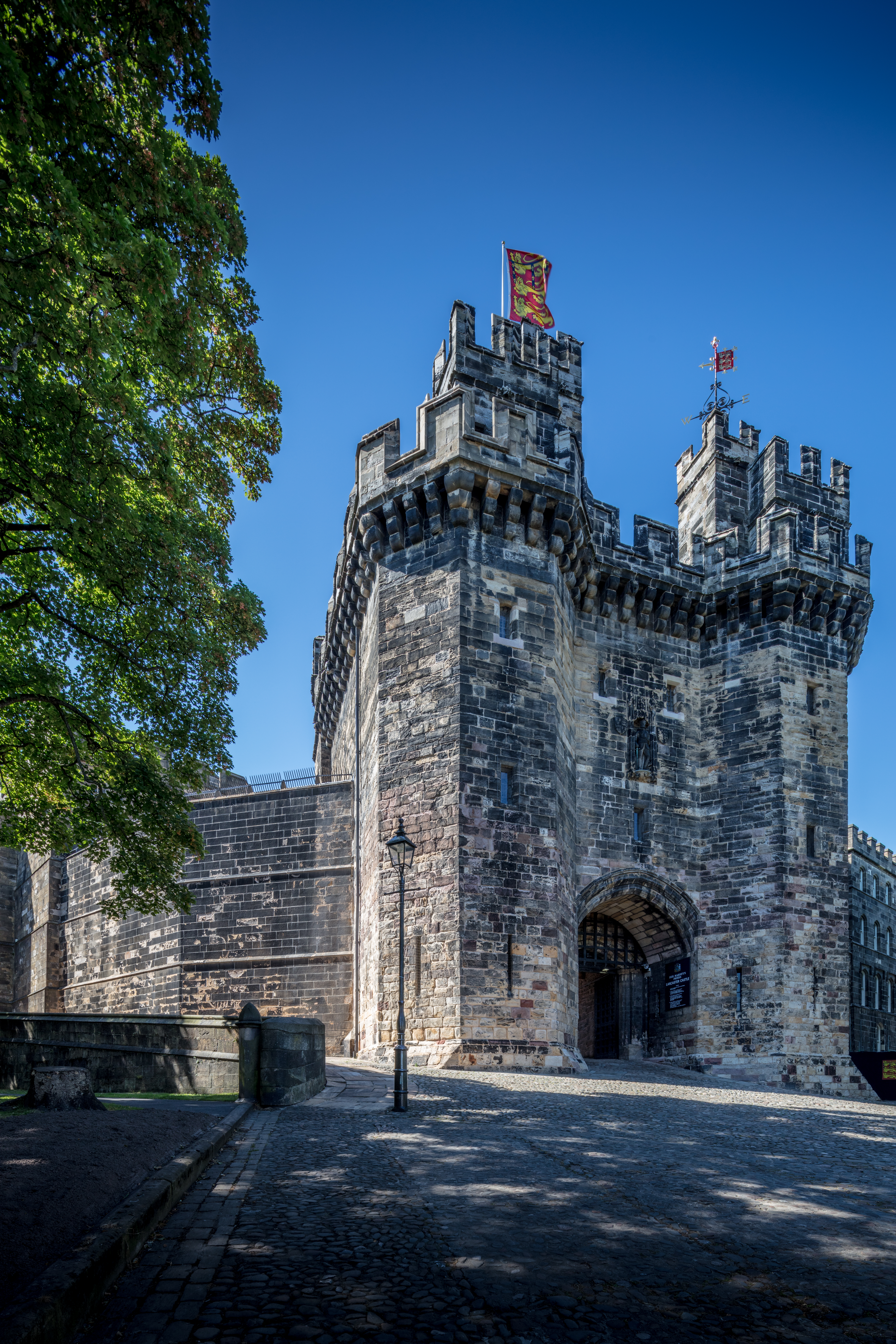
蘭卡斯特城堡

- Bibliography of works mentioning Lancaster Castle （页面存档备份，存于）
- Lancaster Castle official site from Lancashire County Council （页面存档备份，存于）
- Lancaster Castle official site from the Duchy of Lancaster

54°03′01″N 2°48′23″W / 54.0504°N 2.8064°W